# Andrena coconina
Andrena coconina là một loài Hymenoptera trong họ Andrenidae. Loài này được LaBerge mô tả khoa học năm 1980.